# Wolfgang Giloi
Wolfgang K. Giloi (Bad Sobernheim, 1 de outubro de 1930 – Berlim, 31 de maio de 2009) foi um cientista da computação alemão. Foi conhecido principalmente por seus trabalhos de pesquisa sobre arquitetura de computadores.

## Vida
Wolfgang Giloi estudou engenharia elétrica até 1957 na Universidade de Stuttgart, onde obteve em 1960 um doutorado. Após trabalhar como engenheiro de desenvolvimento e diretor do centro de computação da AEG, foi chamado como professor da Universidade Técnica de Berlim, onde assumiu a direção do Instituto de Processamento de Informações. De 1971 a 1977 foi Professor of Computer Science na Universidade de Minnesota e também atuou por pouco tempo em 1972 e 1974 na Universidade do Sarre.
Retornou depois para a Universidade Técnica de Berlim, onde fundou em 1983 o Forschungsinstitut für Rechnerarchitektur und Softwaretechnik (FIRST), do qual foi diretor até tornar-se professor emérito em 1996. Juntamente com Ulrich Trottenberg trabalhou no desenvolvimento do computador SUPRENUM.

## Obras
- Wolfgang Giloi, Hans Liebig: Logischer Entwurf digitaler Systeme. 2. Edição. Springer, Berlim, 1980.
- Wolfgang Giloi: Konrad Zuses Plankalkül als Vorläufer moderner Programmiermodelle. Konrad-Zuse-Zentrum für Informationstechnik Berlin, Berlim 1990. (Technical report TR 90-13[ligação inativa])
- Wolfgang Giloi: Rechnerarchitektur. 2., vollst. überarb. Aufl. Springer, Berlim / Heidelberg [u. a.] 1993, ISBN 3-540-56355-5.